# Sten Sture (1770–1812)
Sten Sture, född den 24 september 1770 på Stäholm i Munktorps socken, Västmanlands län, död den 29 december 1812, var en svensk friherre och militär. Han var sonson till Sten Arfvidsson Sture, bror till Gustaf Sture och svärfar till Theodor Vilhelm Ankarcrona och Carl Kalling.

## Biografi
Sture blev korpral vid Livregementet till häst 1775, fänrik vid Åbo läns regemente 1778 och vid Livgardet 1786, löjtnant vid Svea livgarde 1792, andre major vid Upplands regemente med kaptens indelning 1796, andre major 1800, överstelöjtnant i armén 1809, förste major vid sistnämnda regemente samma år, överstelöjtnant där 1810 samt överste i armén 1812. Han bevistade finska kriget 1808 och 1809 och därunder träffningarna vid Lappfjärd och Oravais samt reträtten från Torneå. Sture drunknade i Mälaren utanför Krusenbergslandet under åkning på svag is. Han blev riddare av Svärdsorden 1802.

### Familj
Sture gifte sig 9 juli 1797 i Stockholm med Charlotta Florentina Beata Ingelotz (1777–1831), dotter till majoren Bernt Gustaf Ingelotz och grevinnan Maria Antoinetta Leijonstedt. De fick tillsammans barnen Atoinetta Eleonora Sture (1798–1865) som var gift med friherren Joakim Ulrik von Düben, Charlotta Sture (1799–1843) som var gift med kammarherren Teodor Vilhelm Ankarcrona, Vivika Sture (1800–1828) som var gift med kammarherren friherre Nils Christoffer Gyllenstierna af Lundholm, Sigrid Sture (1802–1809), Eleonora Gustava Sture (1803–1805), Lovisa Fredrika Sture Sture (1805–1870) som var gift med ryttmästaren Nils Mauritz Rosenstierna, Sigrid Sture (1806–1810), Eleonora Sture (1806–1810), Ebba Florentina Sture (1808–1887) som var gift med kammarherren Nils Bielke och översten greve Carl Kalling och Sigrid Sture (1811–1811).